# 리처드 스탠리 피터스
리처드 스탠리 피터스(Richard Stanley Peters, 1919년 10월 31일 ~ 2011년 12월 30일)는 영국의 철학가로 주로 정치 이론, 심리철학, 교육철학을 연구했다.

## 일대기
1919년 인도 우타라칸드 주에서 태어난 피터스는 잉글랜드에서 할머니와 시간을 보냈다. 피터스는 1933년에서 1938년 서머싯주에 있는 시드코트 스쿨(Sidcot School)에 다녔으며 조지 오웰의 제자였다. 1940년에서 1944년 영국군 의료부대에 있었다. 1942년에 결혼 후 1남 2녀를 두었다.

## 학문 경력
1942년 옥스퍼드 대학교 퀸스 칼리지(Queen's College)에서 문학사 학위를 받았고 1944년 시드코트 그래머 스쿨(Sidcot Grammar School)에서 가르치기 시작했다. 피터스는 그가 철학과 심리학을 배운 런던 대학교 버크벡 칼리지(Birkbeck College)에서 시간강사가 됐으며 1949년에 박사 학위를 딴다. 그 후 1958년까지 풀타임 강사로 일하고 1962년까지 철학과 부교수였다. 1961년 하버드 대학교에서 1년 간 교육학 객원교수로 일한 후 오스트레일리아 국립 대학교로 전직했다. 1962년부터 1983년에 은퇴할 때까지 런던 대학교에서 1947년 세워진 교육원에서 교육철학 교수로 일했으며 1971년에는 학과장을 지냈다. 그의 지도 하에 교육원은 빠르게 성장했고 잉글랜드 교육철학 발전에 큰 영향을 줬다. 그곳에서 피터스는 나중에 킹스 칼리지 런던과 케임브리지 대학교 교수가 된 폴 H. 허스트와 협력했다. 그가 재직했었을 때 졸업한 다른 유명 학생들로는 R. K. 엘리엇, 데이비드 쿠퍼, 존 화이트, 파트리샤 화이트, 로버트 디어든을 포함한다.

## 교육철학에 끼친 영향
피터스는 특히 교육철학 연구로 알려져 있으나 초기 연구분야는 심리학에 대한 철학적 관점들과 관련이 있다. 그러므로 피터스의 연구분야는 동기, 감정, 성격, 사회적 행동, 이성과 갈망(reason and longing) 사이의 관계였다. 윤리학과 교육을 포함하는 저작 활동을 통해 교육철학 발전에 큰 영향을 끼쳤다. 이러한 영향은 분석철학적 관점에서 교육 개념을 연구한 결과였다. 피터스는 규범과 인지(normative and cognitive)라는 교육철학의 중요한 두 요소들을 연구했다.